# Steve Ballmer
Steven Anthony Ballmer (sinh ngày 24 tháng 3 năm 1956 tại Detroit, Michigan) là một doanh nhân người Mỹ và là Giám đốc điều hành của Tập đoàn Microsoft từ tháng 1 năm 2000. Ballmer là người đầu tiên trở thành tỷ phú (đô la) theo giá trị cổ phiếu thu được với vai trò là nhân viên của một tập đoàn mà ông ta không phải là người sáng lập hay là họ hàng của người sáng lập.

## Sự nghiệp
Sau khi tốt nghiệp trường Harvard với tấm bằng về toán học và kinh tế, Ballmer làm việc hai năm ở công ty Procter & Gamble với vị trí trợ lý giám đốc sản phẩm trước khi ghi tên vào trường Đại học Kinh doanh Stanford để lấy tấm bằng Thạc sĩ Quản trị Kinh doanh. Ông bỏ học ở Stanford một năm sau đó khi Bill Gates thuyết phục ông làm việc ở Microsoft. Ballmer trở thành nhân viên thứ 24 của Microsoft vào tháng 6 năm 1980, giám đốc kinh doanh đầu tiên Gates mướn. Thoạt đầu ông được đề nghị mức lương $50.000 cùng với một tỷ lệ sở hữu trong công ty. Khi Microsoft trở thành tập đoàn năm 1981, Ballmer đã sở hữu 8% công ty.
Ballmer từng là trưởng một số bộ phận ở Microsoft, bao gồm Bộ phận Phát triển Hệ điều hành, Bộ phận Điều hành, và Bộ phận Bán hàng và Hỗ trợ. Tháng 7 năm 1998, ông được đề bạt làm chủ tịch, và ngày 13 tháng 1 năm 2000, ông trở thành giám đốc điều hành khi Gates rời bỏ chức vụ đó.
Trong khi Gates vẫn duy trì việc quản lý phần công nghệ, Ballmer chịu trách nhiệm tài chính cho công ty. Năm 2003, Ballmer bán 8,3% cổ phần, chỉ để lại 4% khoản góp vốn trong công ty. Cũng năm đó, Ballmer thay đổi chương trình bán cổ phiếu cho nhân viên, chương trình đã tạo ra những triệu phú nhân viên, bằng chương trình trợ cấp cổ phiếu (stock grant program).
Hiện nay, Ballmer là nhân viên phục vụ lâu nhất trong Microsoft chỉ sau Gates. Ballmer đã kết hôn với Connie Snyder (cũng là nhân viên Microsoft) và có ba con.

## Hình ảnh
Ballmer nổi tiếng với khuynh hướng thể hiện bản thân một cách ồn ào và nồng nhiệt. Một biến cố nổi tiếng vào năm 1991 đã khiến dây thanh quản của ông phải cần tới sự giúp đỡ của bác sĩ khi ông la lớn "Windows, Windows, Windows" liên tục trong một cuộc gặp mặt ở Nhật. Với đỉnh cao của truyền hình Internet hiện nay, những sự cố như vậy trở nên nổi tiếng một cách nhanh chóng.

### Những đoạn phim lan truyền
Cảnh phim mô tả Ballmer trong lúc đăng đàn tại những sự kiện của Microsoft được lan truyền rộng khắp trên internet, trở thành những thứ được gọi là "đoạn phim virus" (viral videos). Cảnh phim nổi tiếng nhất với tựa đề phổ biến "Con khỉ nhảy múa" (Dance Monkeyboy), quay cảnh Ballmer đang nhảy nhót và la hét trên sân khấu trong khoàng 45 giây sau khi được giới thiệu trong hội nghị nhân viên. Một đoạn phim khác, được quay ở hội nghị các nhà phát triển chỉ vài ngày sau đó, có cảnh Ballmer người ướt sũng mồ hôi đang nói như cầu kinh từ "developer", ít nhất 15 lần, trước những người đang xem với thái độ hoang mang.

### Trên thương trường
Ballmer còn được biết đến như một người luôn chỉ trích những công ty và sản phẩm cạnh tranh của họ. Ông đã so sánh hệ thống phần mềm Linux miễn phí như là "[...] một căn bệnh ung thư bám chặt vào mọi thứ nó chạm tới." và trước đó đã mô tả nó có "[...] những đặc tính của chủ nghĩa cộng sản mà mọi người mê muội về nó." Vào năm 2004, ông đã có phát biểu được đưa lên những hàng tít đầu khi cho rằng định dạng âm nhạc phổ biến nhất trên iPods là "đồ ăn cắp". Trong một cuộc phỏng vấn với tạp chí Fortune, khi được hỏi có sử dụng iPod không, ông đã trả lời "Không, tôi không xài. Và những đứa con tôi cũng vậy. Các con tôi cũng có nhiều lúc cư xử không đúng mực như bao đứa trẻ khác. Nhưng ít nhất có một nguyên tắc chúng cần tuân theo: Không sử dụng Google, không dùng iPod."

## Chân dung
- Bad Boy Ballmer: The Man Who Rules Microsoft (2002), Fredric Alan Maxwell, ISBN 0-06-621014-3 (tiểu sử chưa được xác nhận)
- Chương trình phóng sự tài liệu Pirates of Silicon Valley năm 1999 với Ballmer là vai chính, do diễn viên John Di Maggio đóng.